# Ursprung des Weißen Kochers
Koordinaten: 48° 49′ 11,8″ N, 10° 9′ 21,8″ O
Der Ursprung des Weißen Kochers, auch Kocherursprung genannt, liegt östlich-oberhalb des Aalener Stadtteils Unterkochen auf einer Höhe von etwa 560 m ü. NN im Jura der Schwäbischen Alb in Baden-Württemberg.

## Name
Durch das starke Gefälle im Quellgebiet kommt es zum weißen Aufschäumen des Wassers, was zum Namen Weißer Kocher geführt hat.
Auf Landkarten finden sich für den Ursprung des Weißen Kochers oft auch die grammatikalisch falschen Bezeichnungen „Weißer Kocher Ursprung“ und „Weißer Kocherursprung“.

## Daten

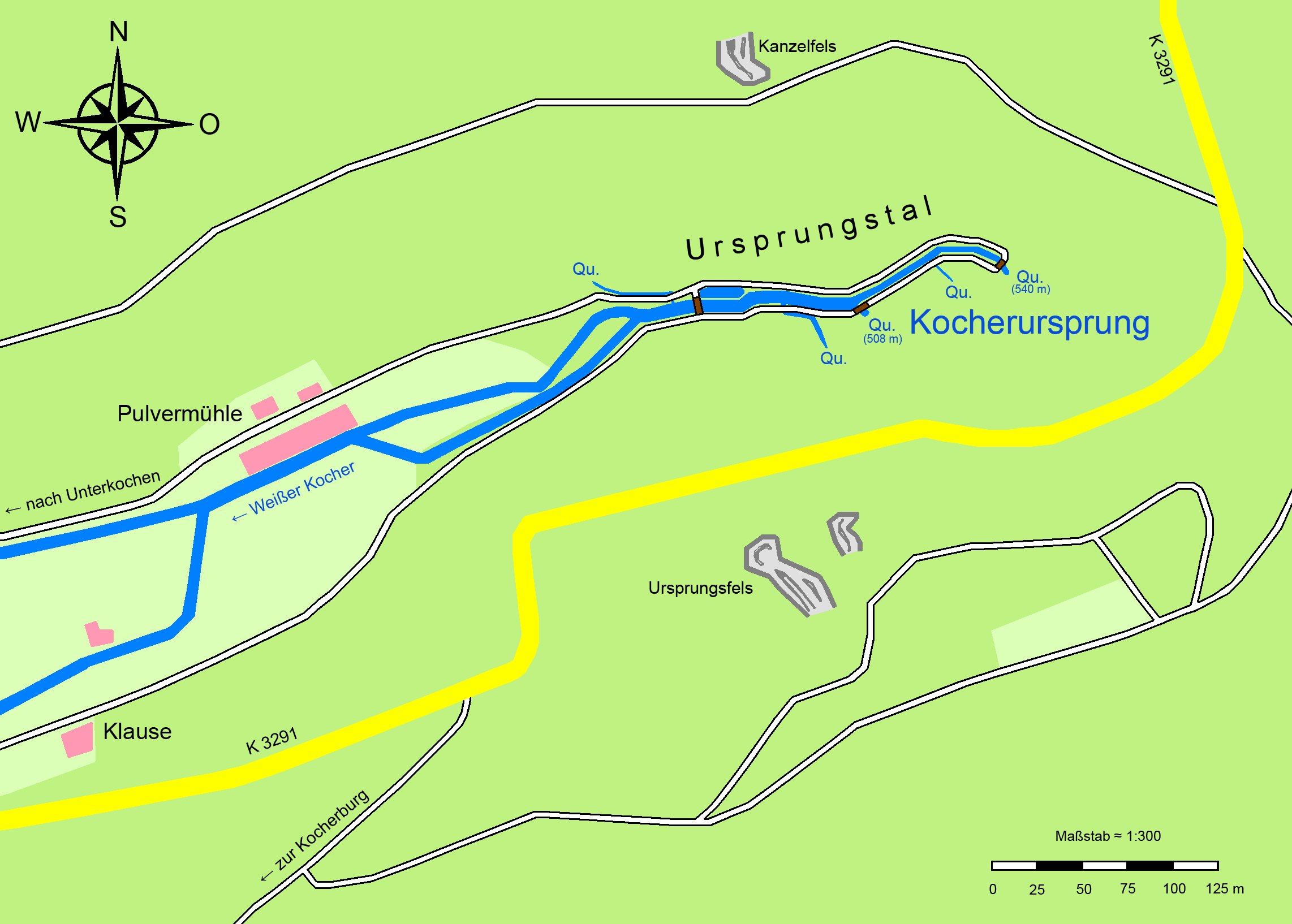
Karte des Kocherursprungs

Die Gesamtschüttung dieser Quellen aus dem sogenannten Tiefen Karst schwankte in den Jahren 1960–1972 zwischen 100–2.900 l/s bei einem Mittelwert von 420 l/s. Es gibt dort mehrere Quellen, die Hauptquelle liegt wohl auf 508 m, weiter oben am Hang liegen weitere, die z. T. nur intermittierend schütten. Bei einer Messung am 19./30. April 1974 betrug die Wassertemperatur 8,6 °C und der pH-Wert 7,1.

## Charakter und Umgebung
Auf einer Länge von mehreren hundert Metern liegen in einem engen Tal zahlreiche kleine Karstquellaustritte aus den Kalksteinen der Unteren Felsenkalk-Formation des Weißen Jura, die den Weißen Kocher speisen. Im Sommer ist die obere Hauptquelle meistens ausgetrocknet. Die mittlere, ganzjährig schüttende Quelle ist die stärkste der vielen Quellen. Das Quellwasser der unteren Hauptquelle entspringt direkt dem Hang und fließt für einige Meter parallel zum Weißen Kocher. Weiter unten im Tal befinden sich weitere Nebenquellen.

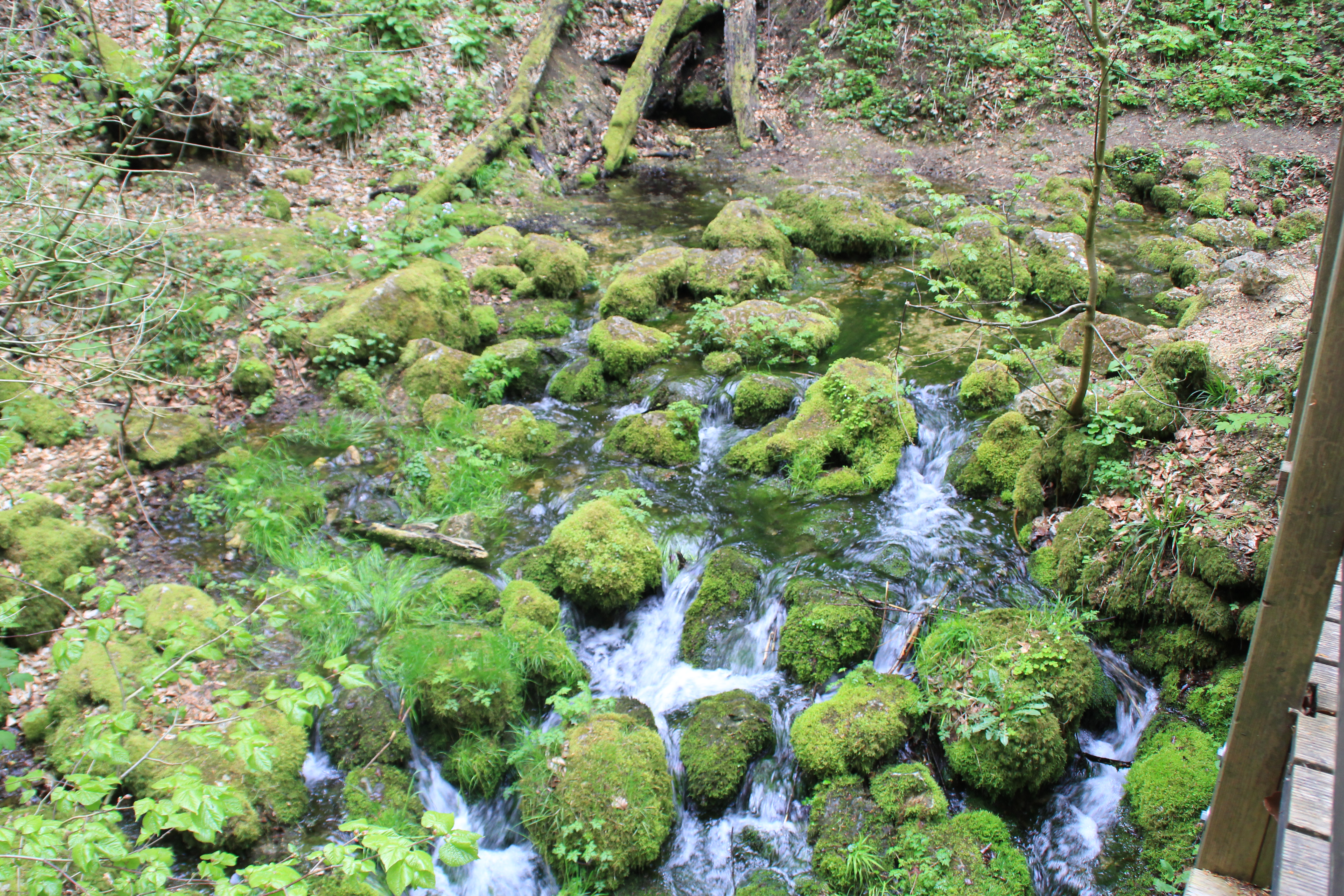
Die obere Karstquelle des Weißen Kochers

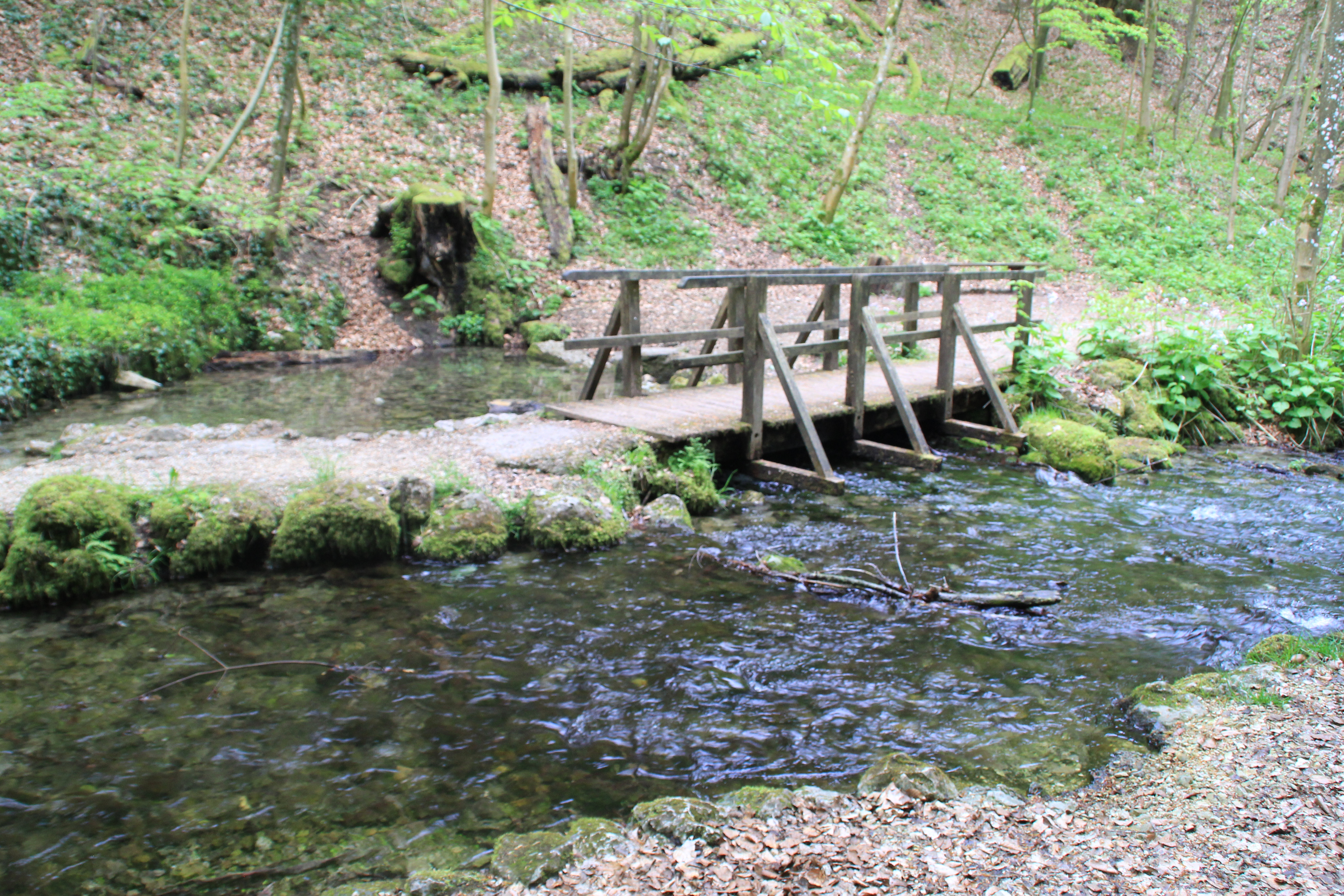
Das ausströmende Wasser aus der mittleren Quelle

Der Kocherursprung ist ein landschaftlich reizvolles Gebiet. Man kann dort interessante Gesteinsformationen begutachten und seltene Tier- und Pflanzenarten entdecken. So sind u. a. der Kolkrabe, die Wasseramsel und der Wanderfalke anzutreffen. Großwüchsige Bäume und seltene Gräser-, Sträucher- und Blumenarten gedeihen in den steilen Hängen und an den Uferrändern des Baches. Im oberen Areal des Kocherursprungs
befindet sich der Schonwald Kocherursprung (rd. 20,1 ha.), in welchem der Wuchs der Bäume sich selbst überlassen wird.
Am Trauf der Bergzunge links der Schlucht des Quellbaches steht der Ursprungsfels, eine Formation aus mehreren nadelförmigen Einzelfelsen, an deren westlichen Sporn die Ruine der Kocherburg liegt. Rechts des Tales ragt der Kanzelfels in die Höhe, ein einzelstehender, pultförmiger Dolomitblock. Ein steiler Weg führt aus dem hinteren Tal hinauf zum vermauerten Eingang des Tunnels der ehemaligen Härtsfeldbahn. Einst für diese Schmalspurbahn errichtet, überquert heute noch ein 25 Meter hoher und 70 Meter langer Viadukt etwa einen Kilometer weiter westlich ein kleines nördliches Seitental des Weißen Kochers.
Ganz in der Nähe der Kocherquelle führt auch der bekannte Kocher-Jagst-Radweg vorbei.
Das Quellgebiet ist deshalb ein beliebtes Ausflugsziel. Der Weiße Kocherursprung zählt zu den anerkannten Objekten des Geotourismus von Baden-Württemberg.
Die Quelle des Weißen Kochers ist seit Juni 2020 als bedeutendes Geotop und Geopoint des UNESCO Geopark Schwäbische Alb ausgezeichnet.

## Weitere Karstquellen in der Nähe

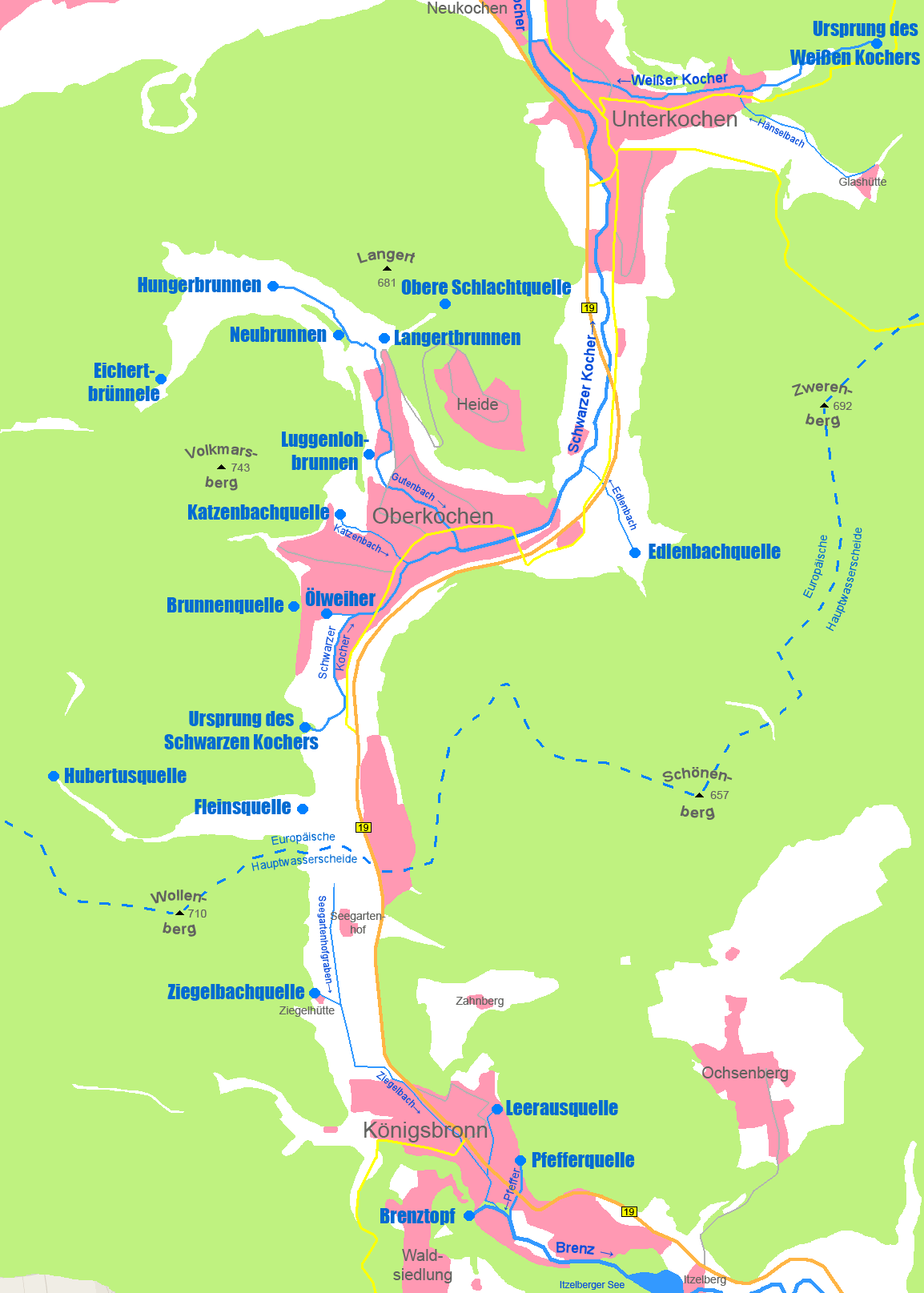
Weitere Karstquellen in der Nähe

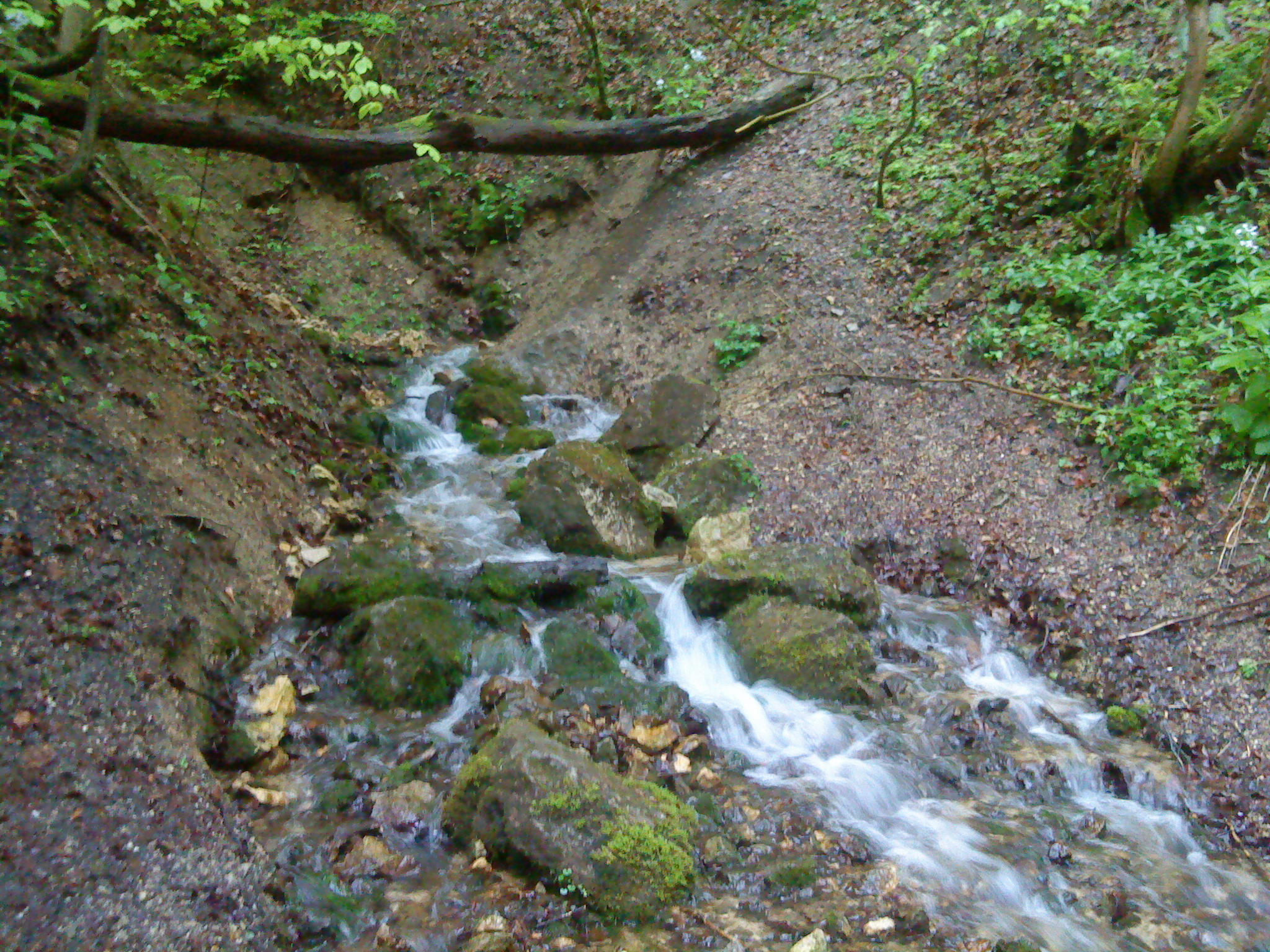
Die untere Quelle, das Karstwasser entspringt direkt dem Hang

- Brunnenquelle (aus der Brunnenhöhle)
- Edlenbachquelle
- Hubertusquelle (im Tiefental)
- Hungerbrunnen (im Wolfertstal)
- Katzenbachquelle
- Ursprung des Schwarzen Kochers
- Langertbrunnen (im Wolfertstal)
- Luggenlohbrunnen
- Neubrunnen (im Wolfertstal)
- Ursprung des Roten Kochers (Ölweiher)